# Línea temporal de la prehistoria humana
La siguiente línea temporal de la prehistoria humana comprende el tiempo transcurrido desde la 1 aparición del Homo sapiens en África hace 300.000 años hasta la invención de la escritura y el comienzo de la historia hace aproximadamente 5500 años. Cubre el tiempo desde el Paleolítico Medio (Edad de Piedra Antigua) hasta los comienzos de la Edad del Bronce. Las divisiones utilizadas son aquellas que delinean la Edad de Piedra en Europa; sin embargo, muchas regiones alrededor del mundo pasaron por varias etapas del desarrollo de la Edad de Piedra en la cual se usaban piedras para hacer armas, utensilios, etc en diferentes momentos.
Todas las fechas son aproximadas y se basan en investigaciones en los campos de la antropología, la arqueología, la genética, la geología y la lingüística. Todos están sujetos a revisiones basadas en nuevos descubrimientos o análisis.

## Paleolítico medio

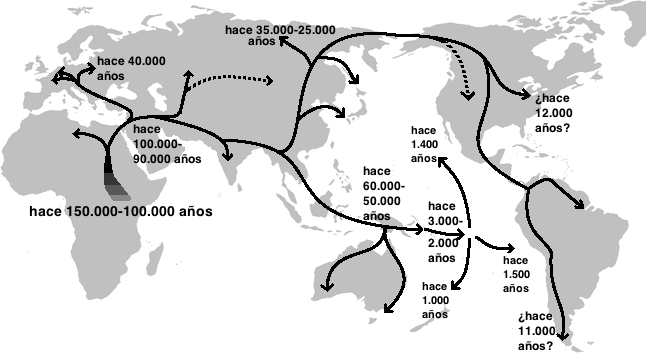
Mapa de las migraciones humanas fuera de la África. Versión de Naruya Saitou y Masatoshi Nei (2002), Instituto Nacional de la Genética del Japón.

- 300 000 años atrás: presencia confirmada del Homo sapiens en Marruecos, África[1], fósil más antiguo de Homo sapiens.[2]
- 200 000 años atrás: restos de Homo sapiens en Etiopía, África.[1]
- 200 000-180 000 años atrás: época de la Eva mitocondrial y el Adán cromosómico.[3]
- 195 000 años atrás: Omo, Etiopía.[4]
- 170 000 años atrás: primeras evidencias del uso de ropa.[5]
- 130 000 años atrásː posibles vestigios de uso de restos animales como ornamentación entre neandertales.
- 125 000 años atrás: óptimo climático del Interglaciar Riss-Würm.
- 120 000-90 000 años atrás: Abbassia Pluvial en el norte de África: la región del desierto del Sahara es húmeda y fértil.
- 100 000 años atrásː apogeo del hombre de neandertal en Eurasia. Máxima extensión de la industria musteriense y primeros enterramientos neandertales.
- 100 000-90 000 años atrásː primera salida de África, asentamientos en Oriente Medio. Intercambio genético entre Homo sapiens y Homo neanderthalensis.
- 82 000 años atrás: pequeñas cuentas de conchas perforadas en Taforalt, Marruecos, interpretadas como la evidencia más temprana de adornos personales que se encuentran en cualquier parte del mundo.[6]
- 75 000 años atrás: erupción del supervolcán de Toba, que crea un cuello de botella en la población de H. sapiens.[7]
- 70 000 años atrás: primer ejemplo de arte abstracto o arte simbólico de la Cueva de Blombos, Sudáfrica, piedras grabadas con patrones de rejilla o cuadrícula.[8]
- 80 000 años atrásː expansión territorial de Homo sapiens a través del sur de Asia.
- 64 000 años atrás: primera aparición del arco y las flechas, reemplazo del propulsor de lanza en África.

## Paleolítico superior
- 50 000 años atrás: primera aguja de coser. Hecha y utilizada por denisovanos.[9]
- 50 000 años atrás: extinción del hombre de Flores.[10]
- 50 000-30 000 años atrás: pluvial Musteriense en el norte de África. La región del desierto del Sahara es húmeda y fértil. Más tarde en la Edad de Piedra comienza en África.
- 50 000-40 000 años atrás: primeros asentamientos humanos (aborígenes australianos) en Oceanía. Sídney, Perth[11] y Melbourne.[12][13][14]
- 47 600 años atrásː estructuras circulares construidas a partir de fragmentos de estalactitas y estalagmitas encontradas en la cueva de Bruniquel que, debido a su antigüedad, su autoría se atribuye a H. neanderthalensis.
- 45 000-43 000 años atrás: colonización europea del hombre de Cro-Magnon.[15]
- 45 000- 40 000 años atrás: cultura Châtelperroniense en Francia.[16]
- Hace 42 000 años atrás: flautas paleolíticas de hueso en Alemania.[17]
- 42 000 años atrás: primera evidencia de tecnología avanzada de pesca en alta mar en la cueva de Jerimalai, en Timor Oriental, que muestra habilidades marítimas de alto nivel e, implícitamente, la tecnología necesaria para cruzar los océanos, llegar a Australia y a otras islas, ya que estaban pescando y consumiendo grandes cantidades de grandes peces de aguas profundas, como el atún.[18][19]
- 41 000 años atrás: restos del homínido de Denisova encontrados en las montañas de Altái.
- 40 000-20 000 años atrás: cremación ritual más antigua conocida, la Dama Mungo, en el Lago Mungo, Australia.
- 40 000 años atrás: comienzo de la cultura auriñaciense.[20]
- 38 000 años atrás: arte figurativo más antiguo conocido, la figurilla zoomorfa del hombre león.[21]
- 40 000 años atrás: pinturas rupestres más antiguas conocidas. Puntos rojos, plantillas de manos y figuras de animales en la Cueva de Altamira y cueva de El Castillo, España.[22]

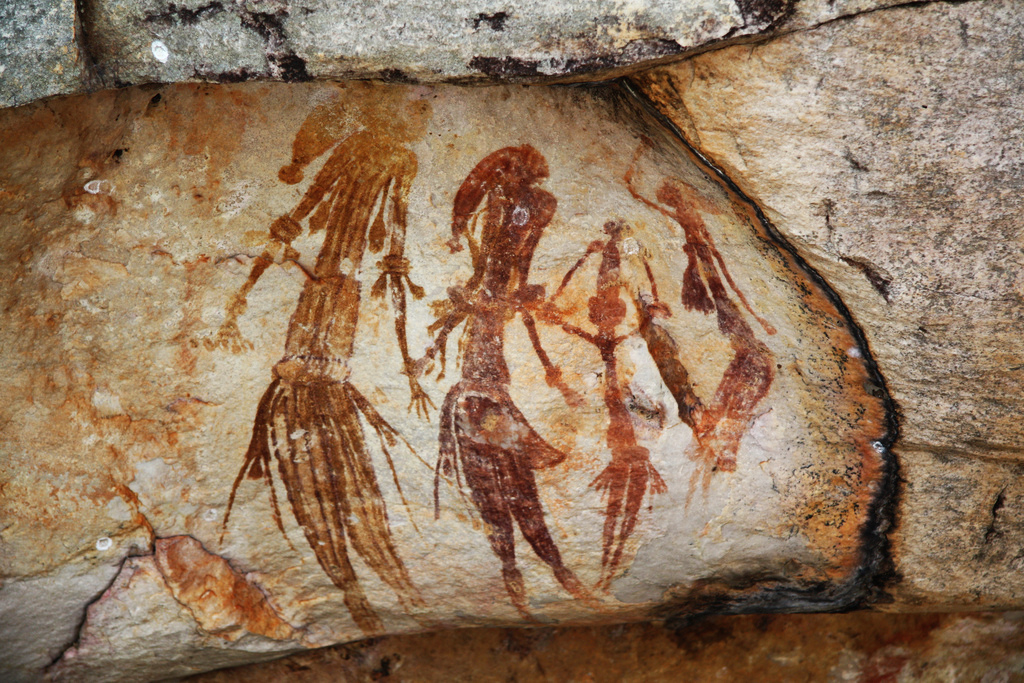
Pinturas rupestres de Bradshaw encontradas en la región noroccidental de Kimberley en Australia Occidental

- 35 000 años atrás: arte figurativo más antiguo conocido, una figura humana en oposición a una figura zoomorfa (Venus de Hohle Fels). Primeros asentamientos en la región de Siberia.
- 35 000-28 000 años atrás: extinción de Homo neanderthalensis.
- 33 000 años atrás: cráneos de perro doméstico más antiguos conocidos, encontrados tanto en Europa como en Siberia en esta época..[23][24]
- 30 000 años atrás: la tradición de las pinturas rupestres comienza en los refugios rocosos de Bhimbetka en India, que actualmente, como colección, es la concentración más conocida del arte rupestre. En un área de aproximadamente 10 km², hay alrededor de 800 refugios rocosos, de los cuales 500 contienen pinturas.[25]
- 29 000 años atrás: primeros hornos encontrados.
- 28 500 años atrás: Nueva Guinea está poblada por colonos de Asia o Australia.[26]
- 28 000 años atrás: la cuerda retorcida más antigua conocida.

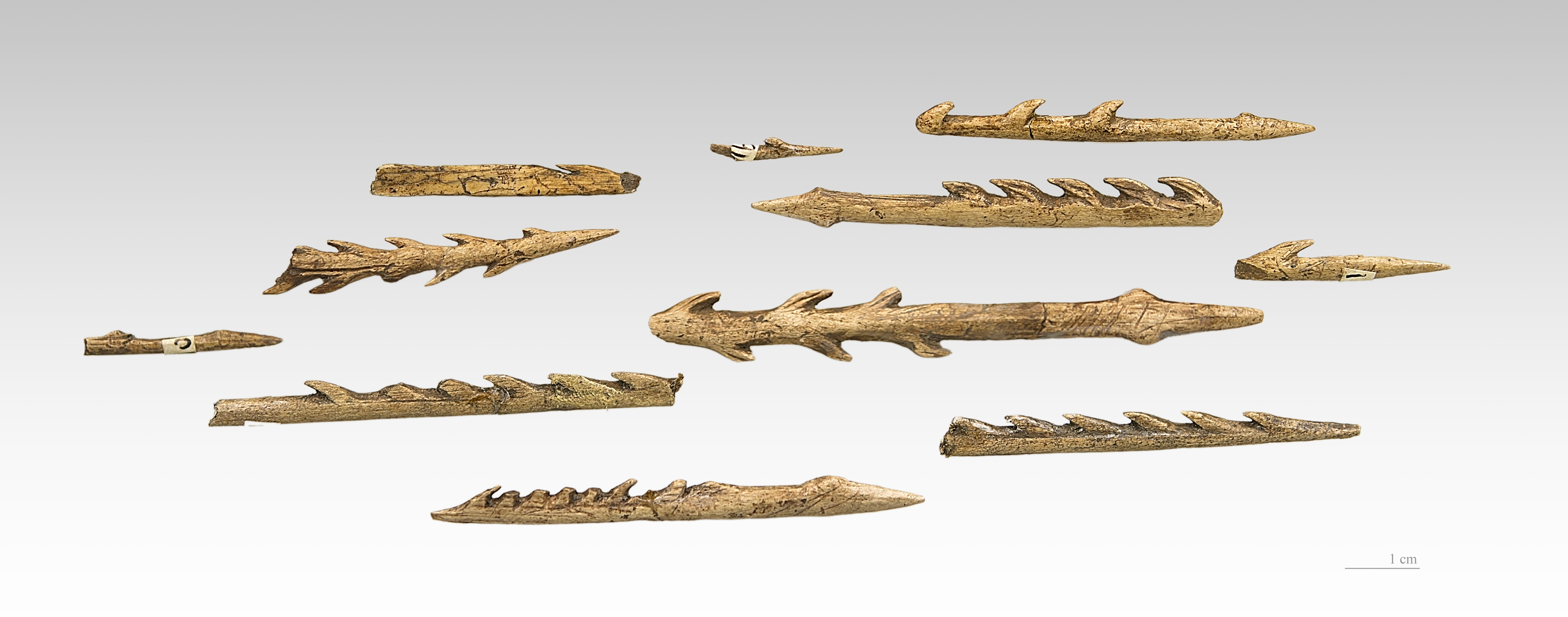
Arpones de hueso fabricados en Francia hace entre 15 000 y 12 000 años.

- 28 000-20 000 años atrás: período Gravetiense en Europa. Invento de arpones y sierras.
- 28 000-24 000 años atrás: alfarería más antigua conocida, usada para hacer figuritas en vez de vasijas para cocinar o almacenar (Venus de Dolní Věstonice).[27]
- 26 000 años atrás: personas de todo el mundo usan fibras para fabricar portabebés, ropa, bolsas, canastas y redes.
- 26 000-20 000 años atrás: Último Máximo Glacial.
- 25 000 años atrás: una aldea formada por chozas construidas con rocas y huesos de mamut se funda en lo que ahora es Dolní Věstonice en Moravia en la República Checa. Este es el asentamiento permanente humano más antiguo que los arqueólogos han encontrado hasta hoy.[28]
- 21 000 años atrás: los artefactos sugieren que una actividad humana temprana se produjo en la región que hoy ocupa Canberra, capital de Australia.[29]

## Mesolítico

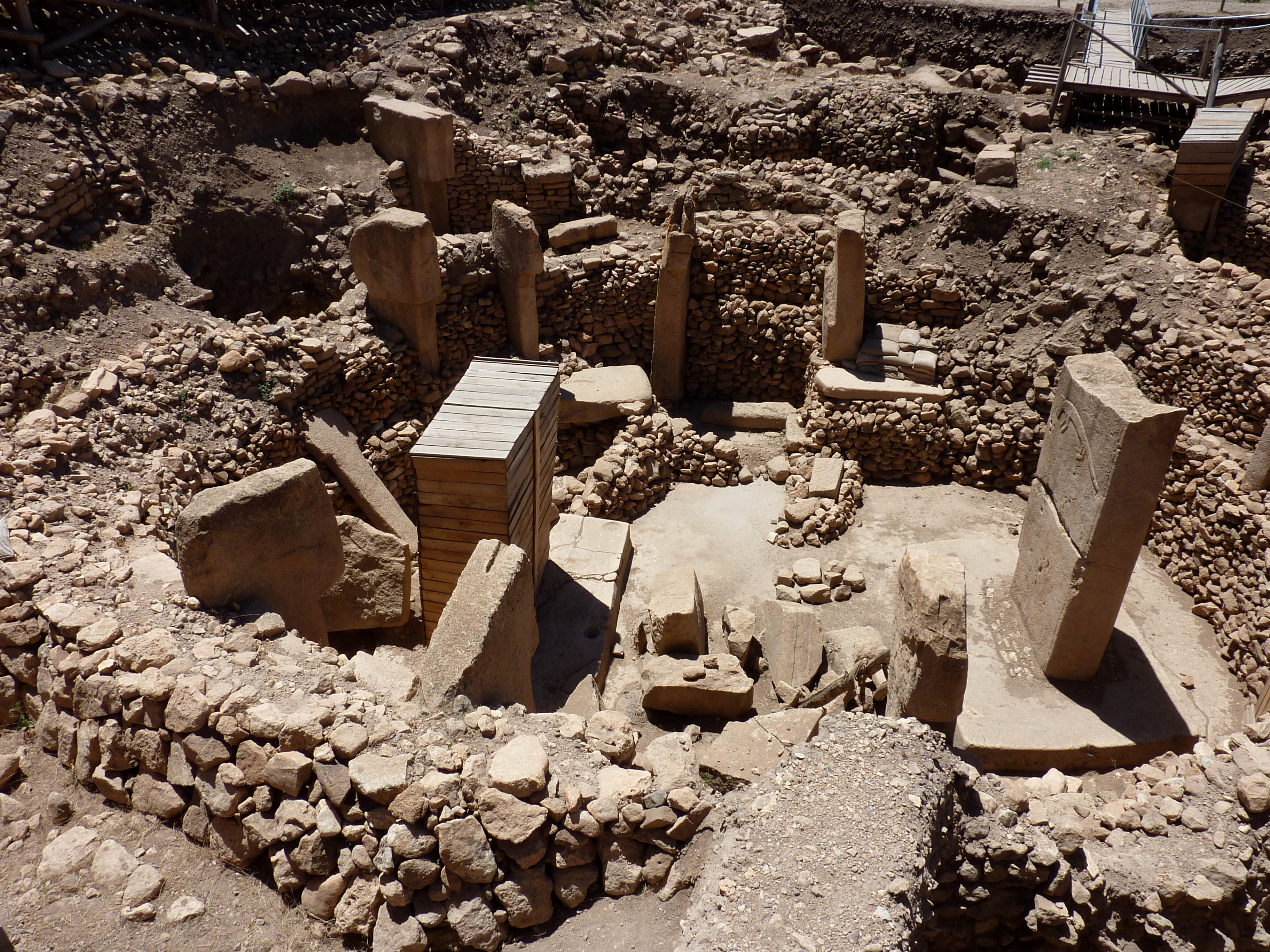
Restos del santuario de Göbekli Tepe, Turquía.

- 20 000 años atrás: cultura Kebariense en el Levante mediterráneo.
- 23 000 años: primera colonización de América del Norte.

- 16 000 años: bisontes europeos esculpidos en arcilla en el interior de la Gruta de Trois Frères en los Pirineos franceses, cerca de lo que ahora es la frontera con España.[30]
- 15 000-14 700 años (13 000 a. C. a 12 700 a. C.): primeros indicios de la domesticación del cerdo.
- 14 800 años: el período húmedo comienza en el norte de África. La región que más tarde se convertiría en el Sahara es húmeda y fértil, y los acuíferos están llenos.[31]

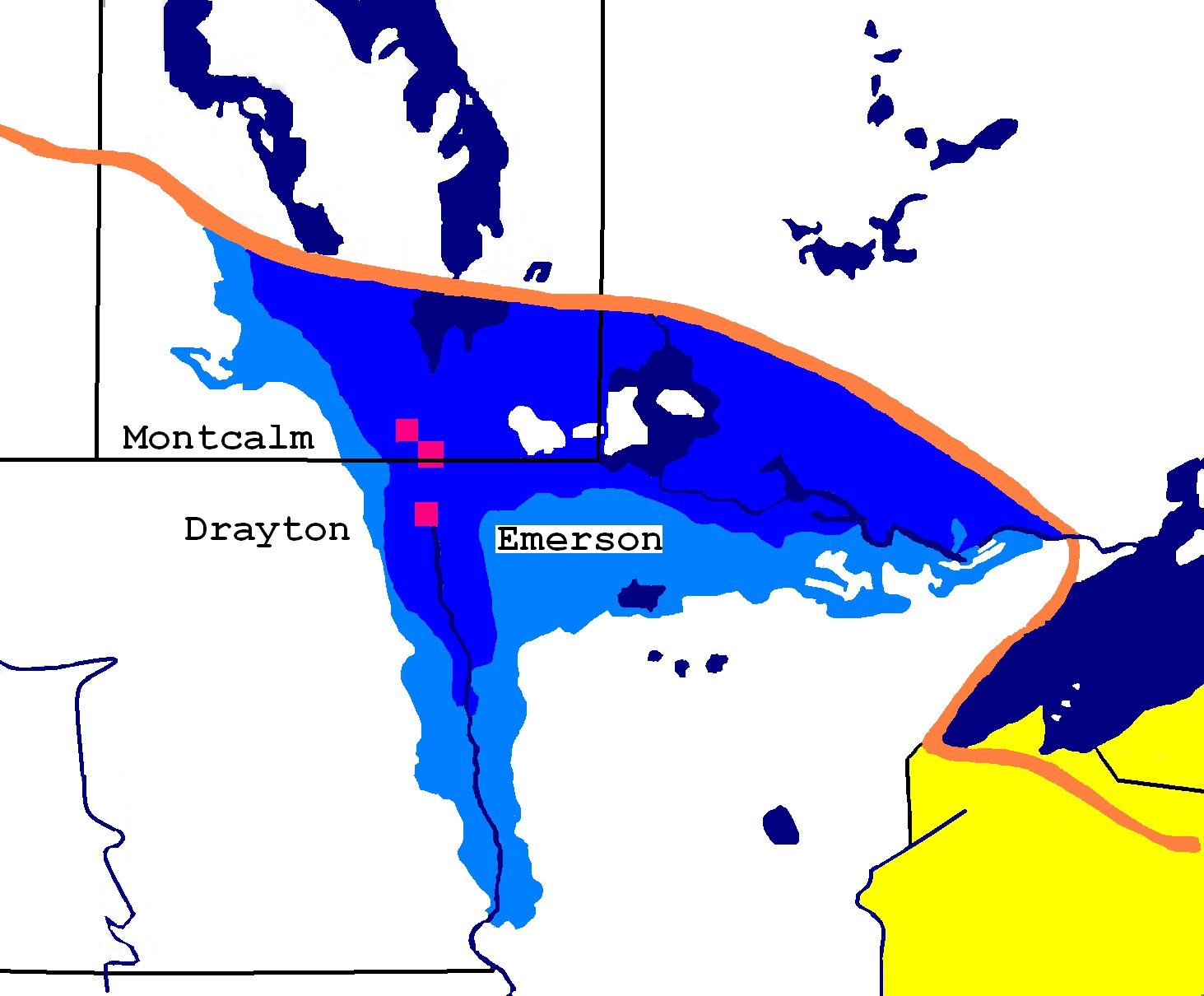
Extensión del Lago Agassiz hace aproximadamente 13 000 años.

- 13 000-10 000 años: máximo glacial tardío y fin del último período glacial; el clima se calienta y los glaciares retroceden.
- 13 000 años (11 000 a. C.): se produce un importante brote de agua en el lago Agassiz, que en ese momento podría haber tenido el tamaño del Mar Negro y, por tanto, ser el lago más grande de la Tierra. Gran parte del lago se drena en el Océano Ártico a través del río Mackenzie.
- 13 000-11 000 años (11 000 a. C. a 9 000 a. C.): las fechas más tempranas sugeridas para la domesticación de las ovejas.
- 12 000 años: primera evidencia de asentamiento en la región de Jericó, que data de 10 000 a. C. Jericó era un lugar de acampada habitual para los grupos de cazadores-recolectores natufienses, que dejaron atrás unas herramientas de microlitos en forma de media luna.[32]
- 12 000 años (10 000 a. C.): fechas más tempranas sugeridas para la domesticación de la cabra.

- 12 000 años (10 000 a. C.): los últimos rastros de la glaciación Würm desaparecen de escandinavia, dando lugar al inicio del Holoceno.
- 11 000 años (9 000 a. C.): la fecha más temprana registrada para la construcción de estructuras ceremoniales en Göbekli Tepe en el sur de Turquía, como, posiblemente, la primera estructura proto-religiosa de la humanidad.[33]
- 11 000 años (9 000 a. C.): Aparición de Jericó, que en la actualidad es una de las ciudades habitadas continuamente más antiguas del mundo. Extinción,  en América del Norte, de los équidos y la megafauna del pleistoceno (como los osos de cara corta y los perezosos terrestres gigantes).
- 10 500 años (8 500 a. C.): supuesta fecha más temprana para la domesticación del ganado vacuno.
- 10 000 años (8 000 a. C.): concluye el evento de extinción cuaternario. Desaparecen los últimos remanentes de la megafauna del pleistoceno (a excepción del mamut lanudo).

## Neolítico
- 11 000 - 9 000 años: Biblos parece haberse establecido durante el período Neolítico precerámico B, aproximadamente entre el 8 800 y el 7 000 a. C. Se pueden observar restos neolíticos de algunos edificios en el sitio.[34][35]
- 10 000 - 8 000 años (8 000 a. C. a 6 000 a. C.): el ascenso del nivel del mar posglacial se desacelera, disminuyendo la sumersión de las masas terrestres que se habían producido durante los anteriores 10 000 años.
- 10 000 - 9 000 años (8 000 a. C. a 7 000 a. C.): en el norte de Mesopotamia, actual norte de Irak, comienza el cultivo de cebada y trigo. Al principio se usan para producir cerveza, gachas y sopa, eventualmente para pan. En la agricultura temprana de este momento, se usa el palo de siembra, que posteriormente es reemplazado por un arado primitivo en siglos posteriores. Alrededor de este tiempo, se construye en Jericó. una torre de piedra redonda, conservada, de aproximadamente 8,5 metros de alto y 8,5 metros de diámetro.[36][37][38]
- 9 500-5 900 años: Subpluvial neolítico en el norte de África. La región del desierto del Sahara es compatible con un entorno de sabana. El lago Chad alcanza mayor tamaño que el mar Caspio. Una cultura africana se desarrolla en la actual región del Sahel.
- 9 500 años (7500 a. C.): fundación del asentamiento urbano de Çatalhöyük en Anatolia. Primera fecha supuesta para la domesticación del gato.
- 9 200 años: primeros asentamiento humanos en Amán, Jordania. El asentamiento neolítico de 'Ain Ghazal se construyó en una superficie de 15 hectáreas.[39]
- 9 000 años atrás (7 000 a. C.): comienzo de la cultura Jiahu en China.
- 8 200-8 000 años: disminución repentina de las temperaturas globales, probablemente causada por el colapso final de la capa de hielo Laurentina, que conduce a condiciones más secas en el este de África y Mesopotamia.
- 8 000 años: Evidencia de asentamientos en el emplazamiento del actual Alepo, datados en torno al 8 000 a. C., aunque las excavaciones en Tell Qaramel, 25 kilómetros al norte de la ciudad muestran que el área estaba habitada hace 13 000 años. La datación del carbono 14 en Tell Ramad, en las afueras de Damasco, sugiere que el sitio pudo haber estado ocupado desde la segunda mitad del séptimo milenio antes de Cristo, posiblemente alrededor de 6 300 a. C. Sin embargo, existe evidencia de asentamiento en la cuenca del río Barada, que data del año 9 000 a. C.[40][41][42]
- 7 500 años (5 500 a. C.): evidencia de fundición de cobre en Pločnik y otros lugares.
- 7 200-6 000 años (5 200-4 000 a. C.): fase Għar Dalam en Malta. Primeros asentamientos agrícolas en la isla.[43][44]
- 7 000 años (5 000 a. C.): últimas civilizaciones neolíticas, invención de la rueda y difusión de la protoescritura. El tesoro de oro más antiguo encontrado, fue encontrado en la Necrópolis de Varna, Bulgaria.
- 6 100-5 800 años (4 100-3 800 a. C.): fase Żebbuġ (Malta).
- 6 070-6 000 años atrás (4 050-4 000 a. C.): construcción de Trypillian en el asentamiento de Nebelivka (Ucrania) que alcanzó 15 000-18 000 habitantes.[45][46]
- 6 000 años (4 000 a. C.): se desarrollan civilizaciones en la región de Mesopotamia, en el Creciente Fértil (en torno a la actual ubicación de Irak). Primeras fechas supuestas para la domesticación del caballo y para la domesticación del pollo.
- 5 900 añosː evento de rápida e intensa aridificación, que probablemente inició la actual fase seca del desierto del Sahara y un aumento de la población en el Valle del Nilo debido a las migraciones de las regiones cercanas. También se cree que este evento contribuyó al final del Período de El Obeid en Mesopotamia.
- 5 800 años: (3 840 a 3 800 a. C.): las calzadas Post Track y Sweet Track están construidas en los niveles de Somerset.
- 5 800 años (3 800 a. C.): construcción del asentamiento de Trypillian en Talianki, Ucrania, que alcanzó 15 600-21 000 habitantes.[47]
- 5 800-5 600 años: (3 800-3 600 a. C.): fase Mġarr. Un corto período de transición en la prehistoria de Malta. Se caracteriza por cerámica consistente principalmente en líneas curvas.
- 5 700 años (3 800 a 3 600 a. C.): fosas comunes en Tell Brak en Siria.
- 5 700 años (3 700 a. C.): construcción de tripílles en el asentamiento de Maidanets (Ucrania), que alcanzó los 12 000-46 000 habitantes y donde se construyó un edificio de 3 plantas.[48][49]
- 5 700 años: (3 700 a 3 600 a. C.): en Creta  comienza la cultura minoica.
- 5 600-5 200 años (3 600-3 200 a. C.): fase Ġgantija en Malta, caracterizada por un cambio en la forma de vida de los habitantes prehistóricos de Malta.
- 5 500 años: (3 600 a 3 500 a. C.): período Uruk en Sumeria. Primera evidencia de momificación en Egipto.

## Edad de bronce
- 5 300 años: (3 300 a. C.): comienzo de la Edad de Bronce en el Cercano Oriente. Newgrange es construido en Irlanda. Comienzo de la fase de Hakra de la civilización del valle del Indo.[50]
- 5 300-5 000 años (3 300-3 000 a. C.): inicio de la fase de Saflieni en la prehistoria de Malta.
- 5 200 años: (3 200 a. C.): invención de la escritura en Sumeria, lo que dio lugar al comienzo de la historia.